# Trinità tra i santi Giovanni Battista e Alberto carmelitano
La Trinità tra i santi Giovanni Battista e Alberto carmelitano è un affresco del pittore veronese Domenico Morone, successivamente staccato e collocato nel museo di Castelvecchio a Verona.
Originariamente si trovava sulla facciata di una casa, non ben identificabile, sull'odierna via Carducci a Verona. Prima di essere staccata ed entrare a far parte delle collezioni civiche cittadine, l'opera è stata sottoposta per molti anni all'azione degli agenti atmosferici risultando gravemente compromessa, rendendone difficile l'analisi critica e perfino l'attribuzione di paternità. Nel corso del tempo come possibili autori sono stati proposti anche Bartolomeo Montagna, Francesco Morone e Nicola Giolfino ma poi, anche grazie ad un intervento di restauro portato a termine nel 2004, la critica ha dimostrato sicurezza nel riconoscere la mano di Domenico Morone. Riguardo alla collocazione cronologica, si può supporre che possa essere degli anni compresi tra la decorazione della cappella di San Biagio e il ciclo di affreschi del Paladon e quindi tra il 1498 e il 1502 circa.